# 军工路

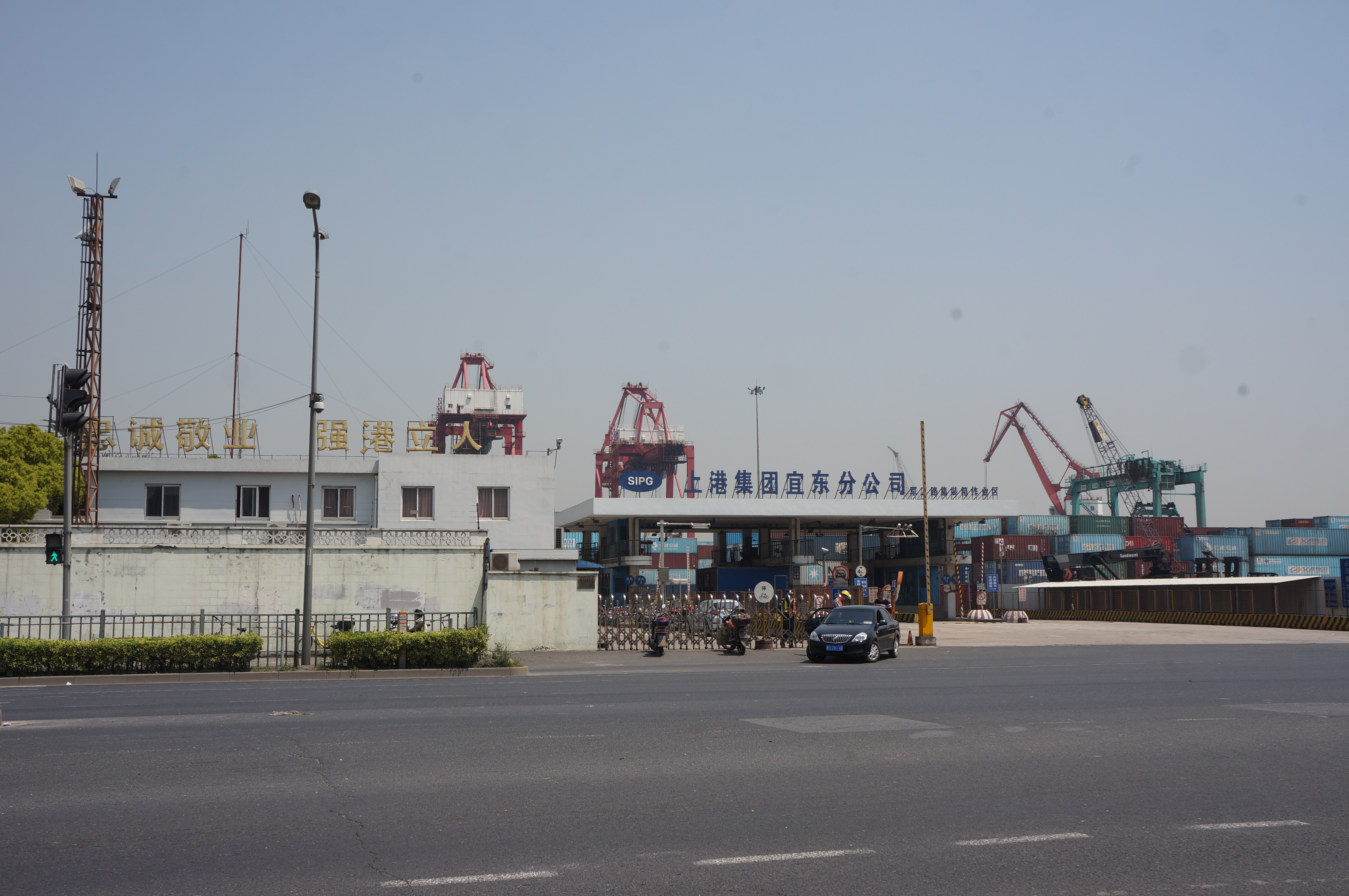
位于军工路北侧的上港集团军工路集装箱作业区

军工路位于中国上海市区浦西东北部，跨杨浦、宝山两区，南起平凉路，北过逸仙路，直达长江路，全长约10公里，主要是原衣周塘。军工路全线与长江路、逸仙路、闸殷路、殷行路、嫩江路、翔殷路、控江路、周家嘴路、长阳路等主干道相交。中華民国7年（1918年）筑，因军队协助筑路，故名军工路。沿道路南段设有中环路高架，北段则正在兴建军工高架路。